# Les Sièges
Les Sièges – miejscowość i gmina we Francji, w regionie Burgundia-Franche-Comté, w departamencie Yonne.
Według danych na rok 1990 gminę zamieszkiwało 396 osób, a gęstość zaludnienia wynosiła 17 osób/km² (wśród 2044 gmin Burgundii Les Sièges plasuje się na 531. miejscu pod względem liczby ludności, natomiast pod względem powierzchni na miejscu 335.).